# Biri (keresztnév)
A Biri női név a Borbála magyar becenevéből önállósodott.

## Rokon nevek
Barbara, Babita, Bara, Barbarella, Borbála, Bora, Borcsa, Bori, Boris, Boriska, Borka, Boróka, Varínia

## Gyakorisága
Az újszülötteknek adott nevek körében az 1990-es években szórványosan fordult elő. A 2000-es és a 2010-es években sem szerepelt a 100 leggyakrabban adott női név között.
A teljes népességre vonatkozóan a Biri sem a 2000-es, sem a 2010-es években nem szerepelt a 100 leggyakrabban viselt női név között.

## Névnapok
december 4.

## Híres Birik
- A Lúdas Matyi című, Dargay Attila rendezésében készült rajzfilm egyik mellékszereplője Vajákos Biri néne, a javasasszony; a szereplő a filmben Gobbi Hilda hangján szólalt meg.
- Dr. Mismás Biri jogász, esküvőszervező,[6] 2024-től Sármellék polgármestere.[7]